# Gare de Châlons-en-Champagne
Gare de Châlons-en-Champagne vasútállomás Franciaországban, Châlons-en-Champagne településen.

## Vasútvonalak
Az állomást az alábbi vasútvonalak érintik:
- Noisy-le-Sec-Strasbourg-Ville-vasútvonal
- Châlons-en-Champagne-Reims-Cérès-vasútvonal

## Kapcsolódó állomások
A vasútállomáshoz az alábbi állomások vannak a legközelebb:
- Gare de Champagne-Ardenne TGV
- Gare de Vitry-le-François
- Gare de Saint-Hilaire-au-Temple
- Gare d’Épernay
- Gare de Mourmelon-le-Petit